# Les Prisonniers du ciel
Les Prisonniers du ciel (The Crowded Sky) est un film américain réalisé par Joseph Pevney et sorti en 1960.
C'est un des premiers films dont le sujet est relatif à une collision aérienne.

## Synopsis
Un avion de ligne se retrouve sans communication radio à la suite de problèmes météo. Il ne peut communiquer avec le contrôle aérien ni avec les autres appareils. Ses passagers sont affolés et font le bilan de leur existence.

## Fiche technique
- Titre original : The Crowded Sky
- Réalisation : Joseph Pevney
- Scénario : Charles Schnee d'après The Crowded Sky de Hank Searls (en)
- Production : Warner Bros.
- Photographie : Harry Stradling Sr.
- Musique : Leonard Rosenman
- Montage : Tom McAdoo
- Durée : 105 minutes
- Date de sortie: 
  - États-Unis : 2 septembre 1960

## Distribution
- Dana Andrews : Dick Barnett
- Rhonda Fleming : Cheryl Heath
- Efrem Zimbalist Jr. : Dale Heath
- John Kerr : Mike Rule
- Anne Francis : Kitty Foster
- Keenan Wynn : Nick Hyland
- Troy Donahue : McVey
- Joe Mantell : Louis Capelli
- Patsy Kelly : Gertrude Ross
- Donald May : Norm Coster
- Louis Quinn : Sidney Schreiber
- Ed Kemmer : Caesar
- Tom Gilson : Rob Fermi
- Hollis Irving : Beatrice Wiley
- Paul Genge : Samuel N. Poole
- Nan Leslie : Bev